# Tautiška giesmė
Tautiška giesmė („Imnul Național”) este imnul național al Lituaniei. A fost scris în 1889 de Dr. Vincas Kudirka și a devenit imnul național în 1919.

## Versuri
Lietuva, Tėvyne mūsų,

Tu didvyrių žeme,

Iš praeities Tavo sūnūs

Te stiprybę semia.

Tegul Tavo vaikai eina

Vien takais dorybės,

Tegul dirba Tavo naudai

Ir žmonių gėrybei.

Tegul saulė Lietuvoj

Tamsumas prašalina,

Ir šviesa, ir tiesa

Mūs žingsnius telydi.

Tegul meilė Lietuvos

Dega mūsų širdyse,

Vardan tos, Lietuvos

Vienybė težydi!